# Evacuarea Prusiei Răsăritene

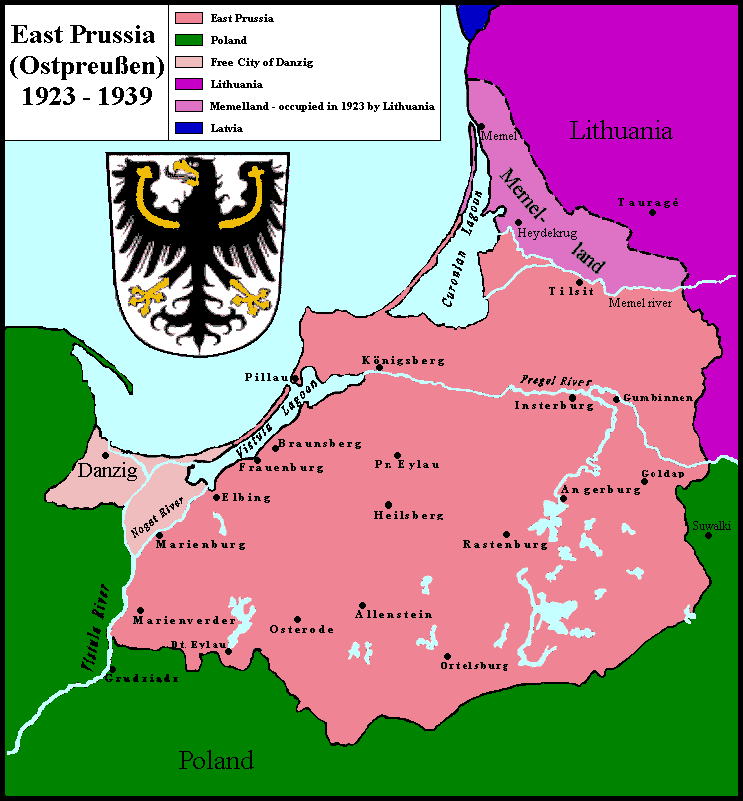
Prusia Răsăriteană în 1939

Evacuarea Prusiei Răsăritene se referă la evacuarea populației de etnie germană din zona mai înainte amintită și din alte ținuturi ale Prusiei în  1944 și1945.
Evacuarea a început sub amenințarea ofensivei sovietice. ea a fost completată conform deciziilor luate la Potsdam în legătură cu expulzarea germanilor din afara teritoriilor Germaniei postbelice. 

## Propaganda germană
Armata Uniunii Sovietice a declanșat ofensiva în Prusia Răsăriteană în octombrie 1944, dar după două săptămâni a fost întreruptă temporar. Sovieticii de sub comanda lui Ivan Cerniakovski au reluat ofensiva pe 13 ianuarie 1945. Acest atac a fost încununat de succes.  După aceea, Ministerul German al Propagandei  a raportat comiterea unor crime de război în satele est-prusiene, în particular în Nemmersdorf (azi Maiakovskoe din regiunea Kaliningrad) și Gołdap. Conform spuselor propagandiștilor naziști, locuitorii acestor sate au fost uciși. Acest lucru era doar parțial adevărat, soldații sovietici ucigând 23 de locuitori din Nemmersdorf, în vreme ce alți câțiva au scăpat. Cum efortul de război german făcuse ca majoritatea bărbaților din zonă să fie mobilizați în armată, victimele atrocităților au fost în principal bătrâni, femei și copii. După retragerea sovieticilor din zonă, autoritățile germane au trimis echipe cinematografice în zonă pentru filmarea unor documentare și au invitat observatori considerați neutri ca martori. Un documentar a fost produs de aceste echipe de filmare și a fost prezentat în cimematografele din Prusia Răsăriteană, intenția autorităților fiind aceea de a întări dorința de luptă a civililor și militarilor împotriva sovieticilor. 
Propaganda cu privire la crimele de la Nemmersdorf a avut două efecte, niciunul dorit de autoritățile naziste. În conformitate cu afirmațiile contesei Marion Doenhoff, numeroși est-prusaci erau deja foarte neîncrezători în propaganda nazistă și au crezut că imaginile din film nu sunt decât aranjamente de studio, iar că evenimentele descrise nici nu s-ar fi întâmplat. Pentru restul celor care au crezut în veridicitatea faptelor, efectul a fost contrar celui scontat, ei intrând în panică. 
În ianuarie 1945, refugiații germani au fugit din fața înaintării unităților Armatei Roșii în coloane care se târau prin zăpadă la 
−25°C, sub focul aviației sovietice. Numărul celor care au pierit din rândurile refugiaților (morți de frig, foame, boli sau uciși în timpul atacurilor armate) este greu de estimat.

## Propaganda și răzbunarea sovietice
Încă de pe vremurile Imperiului Rus,  "Prusia" era asociată cu militarismul. În Uniunea Sovietică "militarismul și reacțiunea prusace" erau prezentate drept principalele cauze ale izbucnirii primului război mondial.  Propaganda sovietică considera că responsabilitatea declanșării celui de-al doilea război mondial era tot a "militarismului prusac".
Numeroși soldați sovietici pierduseră membri ai familiei sau prieteni în timpul războiului, (conform estimărilor oficiale sovietice este vorba de aproximativ 17 milioane de civili), ei se simțeau că răzbunarea este o acțiune îndreptățită. Mai multe cazuri prezentate în fața tribunalelor militare sovietice au tratat cazuri de ucidere a prizonierilor de război germani. În momentul în care trupele sovietice au intrat în Prusia Răsăriteană, au fost eliberați numeroși Ostarbeiter – ("muncitori răsăriteani" care prestau muncă de robi), iar atunci când s-a aflat de suferințele acestora, atitudinea soldaților Armatei Roșii fața de populația prusacă s-a înrăutățit. 
În timp ce anumiți istorici consideră satul Nemmersdorf un simbol al crimelor de război ale Armatei Roșii în Germania în timpul celui de-al doilea război mondial, există critici care afirmă că este vorba de fapt de o acțiune propagandistică menită să schimbe percepția asupra crimelor de război naziste, prin punerea semnului de egalitate între acțiunile reprobabile ale Armatei Roșii și cele ale Wehrmachtului. 
Există autori sovietici care și-au manifestat dezaprobarea pentru acțiunile răzabunătoarea ale sodaților sovietici. Lev Kopelev, care a luat parte la luptele din Prusia Răsăriteană, a criticat cu asprime atrocitățile împotriva populației civile germane și a fost arestat în 1945, condamnat la o pedeapsă de zece ani de muncă în Gulag pentru "nutrirea de sentimente umanitare burgheze" și "compasiune pentru inamic". Alexandr Soljenițîn, care a luat și el parte la luptele din Prusia Răsăriteană din 1945, a fost arestat pentru criticile la adresa lui Stalin puse pe hârtie în scrisorile către un prieten. Și el a fost condamnat la zece ani de muncă în Gulag. 

## Soarta copiilor-lupi
Când Armata Roșie a cucerit Prusia Răsăriteană, mii de copii germani au rămas în urma coloanelor de refugiați, lipsiți de sprijinul părinților morți de foame sau în timpul luptelor. Copii au format bande care au încercat să părăsească Prusia Răsăriteană. Multi dintre ei au ajuns în Lituania unde au fost adoptați de localnici, sau au fost puși la muncă în fermele locale. Eu au fost numiți "Wolfskinder" ("copii-lup") datorită modului în care au fost nevoiți să supraviețuiască în păduri. De cele mai multe ori, identitatea adevărată a acestor copii a trebuit să fie ascunsă de autoritățile sovietice. Doar la sfârșitul secolului trecut, foștii copii-lupi au avut curajul să-și dezvăluie adevărata identitate. 

## Evacuarea
Istoricul militar Antony Beevor a scris în cartea sa Berlin, the Downfall :
Martin Bormann, Reichsleiterul Partidului Național Socialist, ai cărui Gauleiteri au întârziat în cele mai multe cazuri evacuarea femeilor și copiilor până când a fost prea târziu, nu i-a menționat niciodată în jurnalul său intim pe cei care fugeau panicați din regiunile răsăritene. Incompetența cu care ei (Gaulaiterii) au tratat criza refugiaților este cutremurătoare, deși în cazul ierarhiei naziste este deseori greu de spus unde se sfârșea iresponsabilitatea și unde începe lipsa de omenie.

### Königsberg
La sfârșitul lunii ianuarie 1945, Fontul al III-lea Bielorus încercuise terestru Königsberg, tăind drumurile spre portul Pillau, și prinsese în capcană Armata a III-a Panzer și aproximativ 200.000 de civili din oraș. Rezervele de hrană ale populației erau așa de reduse, încât civilii aveau de ales între trei alternative: să stea în oraș și să sufere de foame, (rațiile de pâine scăzuseră până la 180 g pe zi), să încerce să traverseze linia frontului și să ajungă la mila sovieticilor, sau să încerce să traverseze podul de ghiață spre portul Pillau în speranța că vor găsi un vapor care să-i evacueze spre Germania. Sute de oameni au ales să traverseze linia frontului, iar cam 2.000 de femei și copii pe zi au ales să traverseze pe jos podul de ghiață. Erich Koch, Gauleiterul Königsbergului, după reîntoarcerea dintr-o vizită la Berlin, a ales să rămână într-o relativă siguranță la Pillau, de unde a organizat evacuarea, în loc să se reîntoarcă în Königsberg. Primii vapor cu evacuați, 1.800 de civili și 1.200 de răniți, a ajuns în siguranță în Germania pe 29 ianuarie. Pe 19 ianuarie, Armata a III-a Panzer și Armata a IV-a au atacat din Königsberg pe direcția portului Pillau și au reușit să deschidă un coridor între cele două orașe. Eforturile pentru evacuarea civililor și răniților s-au înzecit. După scufundarea vaporului Wilhelm Gustloff, mulți civili au început să se teamă de traversarea pe mare. Această teamă a crescut și mai mult când nava spital  General von Steuben a fost torpilat și scufundat pe 12 februarie cu 2.680 de răniți la bord, majoritatea cărora s-au înecat. Koch a părăsit zona pe 7 februarie pentru a se îndrepta către Berlin ca să discute cu Hitler. Atacul final sovietic pentru cucerirea  Königsberg a început pe 2 aprilie. Bombardamentele de aeriene și de artilerie au fost extrem de puternice. Culoarul către portul Pillau a fost întrerupt din nou, numeroși dintre civilii rămași în oraș au murit în timpul atacurilor. Pe 9 aprilie, garnizoana germană s-a predat. Ce a urmat este descris de istoricul militar Beevor: "violurile femeilor și copiilor au fost de neoprit în orașul ruinat".